# رئيس روسيا
رئيس روسيا (الروسية: Президент Российской Федерации) هو رئيس الدولة والقائد الأعلى للقوات المسلحة وحامل أعلى منصب في الاتحاد الروسي. الرئيس الحالي لروسيا هو فلاديمير بوتين.
في عام 1991 كان المكتب يعرف لفترة وجيزة باسم رئيس الجمهورية الروسية السوفيتية الاتحادية الاشتراكية (الروسية: Президент Российской Советской Федеративной Социалистической Республики) حتى 25 ديسمبر 1991. وفقاً للدستور الروسي لعام 1978، كان رئيس روسيا رئيس السلطة التنفيذية ورئيس مجلس الوزراء، ووفقاً للدستور الروسي الحالي لعام 1993، فإن رئيس روسيا ليس جزءًا من الحكومة التي تمارس السلطة التنفيذية.
وفي الحالات التي يتعذر فيها على رئيس الاتحاد الروسي القيام بواجباته، ينتدب العمل مؤقتاً إلى رئيس الوزراء الذي يصبح رئيساً بالنيابة لروسيا. رئيس مجلس الاتحاد الروسي هو المنصب الثالث المهم بعد الرئيس ورئيس الوزراء. وفي حالة عجز الرئيس ورئيس الوزراء، يصبح رئيس مجلس الشيوخ في البرلمان رئيساً للدولة بالنيابة.

## عملية الاختيار

### المتطلبات الأهلية
يجب أن يكون المرشح لمنصب الاتحاد من مواطني الاتحاد الروسي ولا يقل عمره عن 35 عاماً وأن يكون «مقيم بصفة دائمة» في روسيا لمدة لا تقل عن 10 سنوات.
ويقيد دستور روسيا انتخاب شخص واحد للرئاسة لفترتين متتاليتين. وبما أن الدستور لا يتضمن حكماً بشأن العدد الإجمالي للسنوات التي يمكن أن يخدمها الرئيس، فإن الرئيس السابق قد يلتمس إعادة انتخابه بعد أن يجلس لفترة كاملة.

### الانتخاب
يُنَظَّم انتخاب الرئيس الروسي بصورة رئيسية وفق قانون الانتخابات الرئاسية والضمانات الأساسية للحقوق الانتخابية.
يدعو مجلس الاتحاد الانتخابات الرئاسية. إذا لم تستدعي الانتخابات الرئاسية، فإن لجنة الانتخابات المركزية تدعو إلى الانتخابات الرئاسية. يوم الانتخابات هو يوم الأحد الثاني من الشهر والدائرة الانتخابية الرئاسية هي أراضي الاتحاد الروسي ككل. يحق لكل فصيل في مجلس الدوما، مجلس النواب في البرلمان تسمية مرشح للانتخابات الرئاسية. والحد الأدنى لعدد التوقيعات للمرشح الرئاسي الذي يرسله حزب سياسي ليس له تمثيل برلماني هو 100,000 أي أقل من مليوني شخص قبل إدخال تعديلات على القانون.
امتدت الشروط من أربع إلى ست سنوات في عام 2008، خلال رئاسة ديمتري ميدفيديف. وينتخب الرئيس في نظام يتألف من دورتين كل ست سنوات، مع تحديد مدة سنتين متتاليتين. وإذا لم يفوز أي مرشح بأغلبية مطلقة في الجولة الأولى، تعقد جولة انتخابية ثانية بين مرشحين اثنين مع أكبر عدد من الأصوات. وكانت آخر انتخابات رئاسية انتخابات الرئاسة الروسية 2018، ومن المتوقع أن يكون الانتخابات القادمة في عام 2024.

### التنصيب

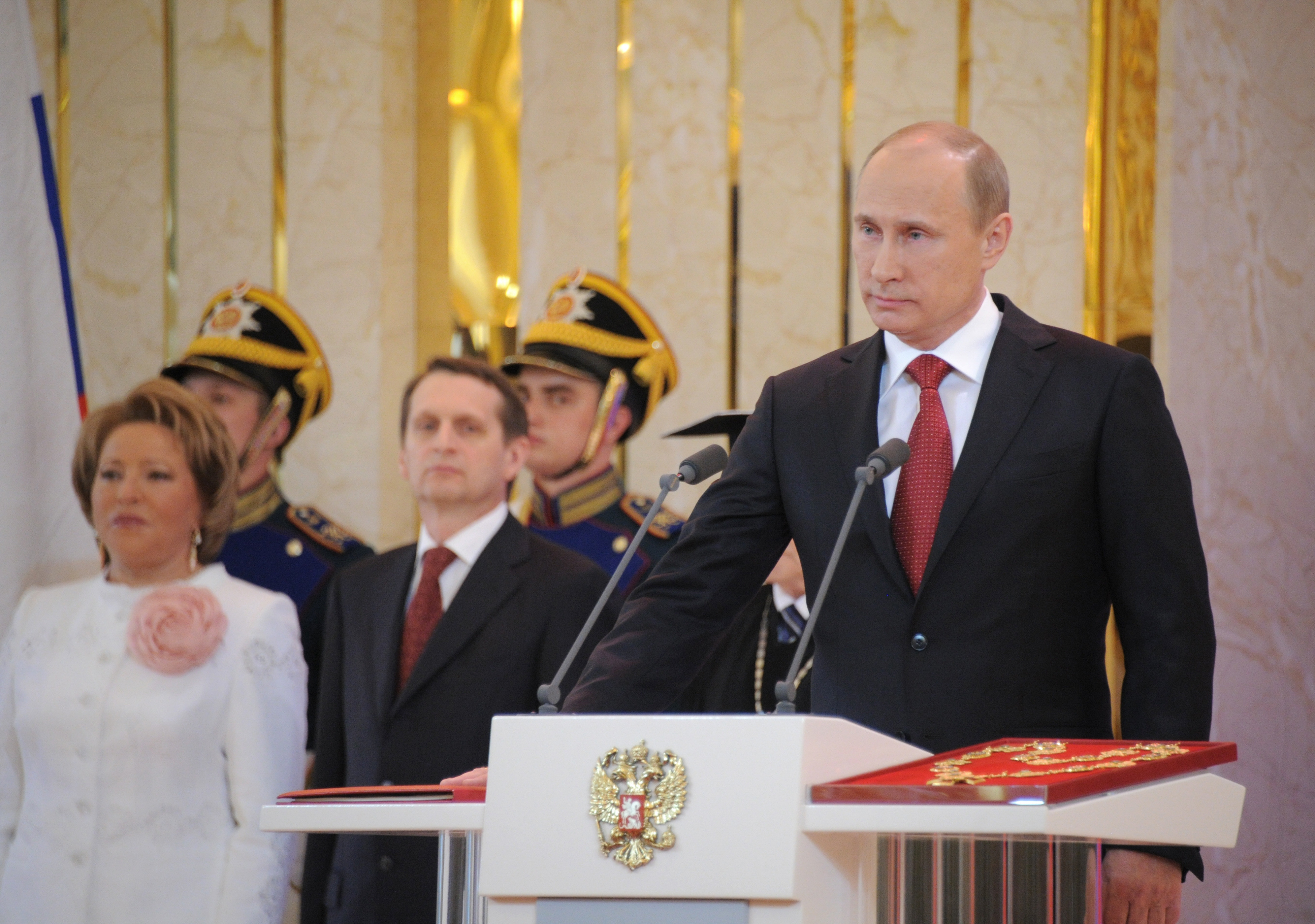
فلاديمير بوتين يؤدي اليمين الدستورية في عام 2012.

يتم تنصيب رئيس روسيا بعد ست سنوات من تنصيبه السابق (منذ 7 مايو 2000). وإذا انتخب الرئيس في انتخابات مبكرة، فإنه يقسم اليمين بعد ثلاثين يوماً من إعلان النتائج.
قبل تنفيذ صلاحيات المكتب، يُطلَب من الرئيس دستورياً أن يقسم اليمين الدستورية:
| رئيس روسيا | أقسم في ممارسة سلطات رئيس الاتحاد الروسي لاحترام وحماية حقوق وحريات الإنسان والمواطن، ومن أجل مراقبة وحماية دستور الاتحاد الروسي، ولحماية سيادة واستقلال وأمن وسلامة الدولة، لخدمة الشعب بأمانة. | رئيس روسيا |

### حالة عجز الرئيس بسبب ظروف طارئة
وقد تنشأ شواغر في منصب الرئيس في ظل عدة ظروف محتملة هي: الوفاة، الاستقالة والانتقال من منصبه. وفي جميع الحالات التي يكون فيها الرئيس غير قادر على أداء مهامه، تنقل سلطاته مؤقتاً إلى رئيس الوزراء إلى أن يتولى الرئيس الجديد منصبه.

## القوى والواجبات

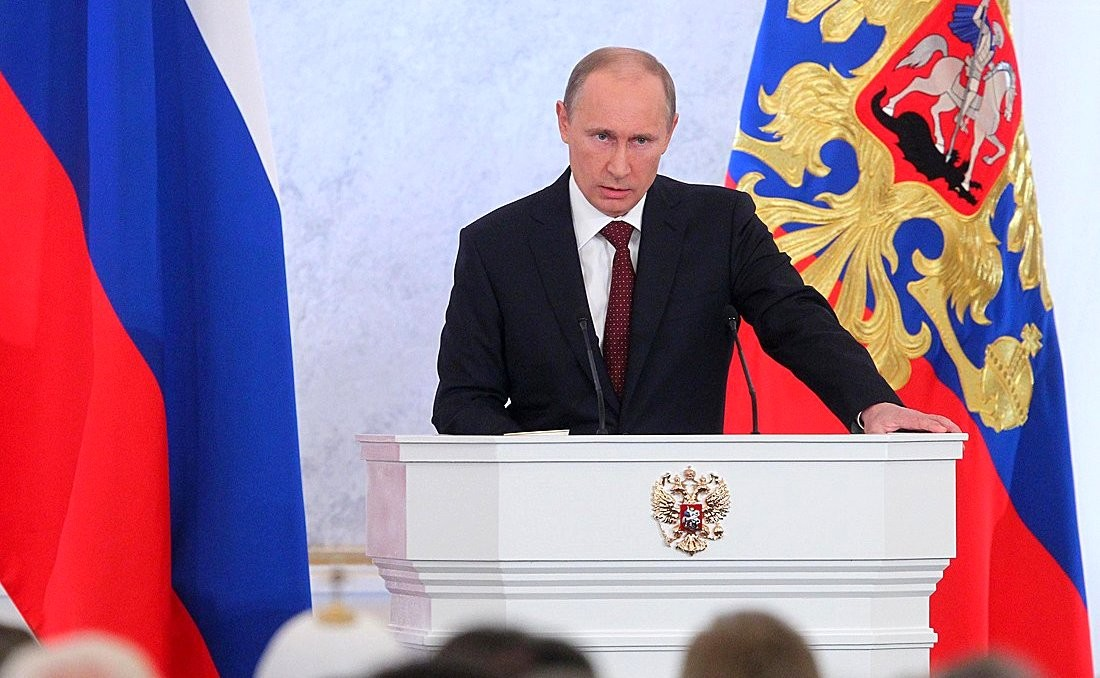
الرئيس فلاديمير بوتين يقدم خطاب عام 2012 إلى الجمعية الاتحادية الروسية.

### الضامن للدستور
ويكفل الرئيس، بصفته الضامن للدستور ونظام القانون الدستوري بأكمله، أن تكون دساتير وقوانين وأنظمة الأقاليم المكونة للاتحاد الروسي ممتثلة تماماً لدستور البلد وقوانينه الاتحادية.

### الترشيحات
الرئيس نشط جداً في تعيين كبار المسؤولين في البلد. ويرشح المرشحين لمناصب حكومية رسمية، ويجب تعيينهم في نهاية المطاف على أساس التصويت البرلماني. ويقدم الرئيس ترشيحات إلى مجلس الاتحاد، ومجلس الشيوخ في الجمعية الاتحادية الروسية، لقضاة المحكمة الدستورية، والمحكمة العليا، ومحكمة التحكيم العليا، فضلا عن المدعي العام لروسيا. ويجب أيضًا تقديم اقتراح بتخفيف المدعي العام عن واجباته إلى مجلس الاتحاد. ويقدم الرئيس إلى مجلس الدوما (الدولة) ومجلس النواب في البرلمان ترشيحات للتعيين في مكتب رئيس المصرف المركزي، ويقدم أيضًا إلى مجلس الدوما أي اقتراح بتخليص رئيس البنك المركزي من واجباته.

### التشريعات
وبموجب الإجراء المنصوص عليه في الدستور، يمارس الرئيس حقه في تقديم مشاريع القوانين، وكذلك الحق في التوقيع على مشاريع القوانين في القانون أو استخدام حق النقض ضدها.
للرئيس الحق في تعليق القوانين واللوائح الصادرة عن الهيئات التنفيذية للأقاليم المكونة لروسيا إذا كانت هذه القوانين واللوائح تتعارض مع الدستور أو القوانين الاتحادية أو الالتزامات الدولية للاتحاد الروسي أو تنتهك حقوق الإنسان والحقوق المدنية والحريات، ريثما يتم حل القضية في محكمة مناسبة.
ويتمتع الرئيس أيضًا بسلطة منح العفو والإعفاء من الفيدرالية، وعقد أو تأجيل أي من المجلسين الاتحاديين أو كليهما في ظل ظروف استثنائية.
وتشمل الصلاحيات الأخرى للرئيس في مجال الأنشطة القانونية وفي تفاعله مع البرلمان إجراء انتخابات لمجلس الدوما، وحل مجلس الدوما في بعض الحالات، والدعوة إلى إجراء استفتاء.

### السياسة الداخلية
وبموجب الدستور، ليس للرئيس سلطة تحديد النطاق الكامل للأهداف والغايات قصيرة الأجل ومتوسطة الأجل وطويلة الأجل للسياسة الداخلية، ولكن فقط مبادئه توجيهية أساسية. وينفذها كل من الرئيس نفسه وحكومة روسيا ضمن حدود سلطتهما. ويعرب عن مواقف الرئيس الأساسية بشأن قضايا السياسة الداخلية في قراراته الخطية بشأن مشاريع القوانين الدستورية الاتحادية ومشاريع القوانين الاتحادية، وكذلك رسائله التي تشرح أسباب رفض مشاريع القوانين الاتحادية.
وضمن حدود السلطة الممنوحة لرئيس الدولة وبموجب الدستور والقوانين الأخرى، يقوم الرئيس أيضًا بوضع المبادئ التوجيهية الأساسية للسياسة الداخلية من خلال إصدار اللوائح القانونية ومن خلال النشاط التنظيمي، مثل إصدار المراسيم والأوامر التنفيذية. وفي كل عام يطلب من الرئيس أن يدلي ببيان أمام الجمعية الاتحادية الروسية بشأن الحالة في البلد والسياسة الداخلية والخارجية للدولة.

### السياسة الخارجية

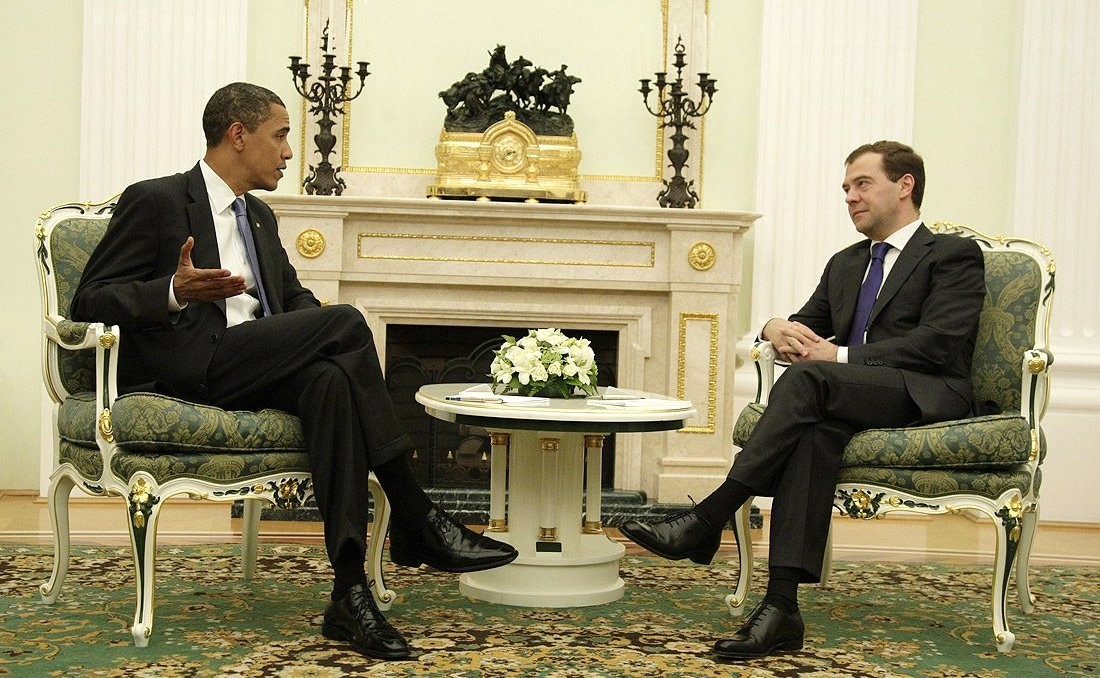
الرئيس ديمتري ميدفيديف مع الرئيس الأمريكي باراك أوباما عام 2009.

ويستثمر الرئيس حقوقاً واسعة في تنفيذ السياسة الخارجية للدولة. ويحدد الرئيس موقف روسيا في الشؤون الدولية ويمثل الدولة في العلاقات الدولية، ويجري المفاوضات ويوقع وثائق التصديق. ويعين الرئيس الممثلين الدبلوماسيين لروسيا ويستذكرهم للدول الأجنبية والمنظمات الدولية. وتسبق هذه التعيينات مشاورات مع اللجان أو اللجان المعنية في مجلسي الجمعية الاتحادية. ويوقع الرئيس المعاهدات الدولية.

### القائد الأعلى للقوات المسلحة
يتمتع رئيس روسيا بسلطة القيادة المطلقة على القوات المسلحة الروسية بصفته القائد الأعلى للقوات المسلحة للاتحاد الروسي ، وهو دور تنفيذي مناط برئيس روسيا وفقًا للمادة 87 من الدستور.
وفقًا للمادة 83 من دستور الاتحاد الروسي القائد الأعلى:
1. يوافق على العقيدة العسكرية للاتحاد الروسي
2. يعين ويقيل القيادة العليا للقوات المسلحة لروسيا الاتحادية.

في 21 سبتمبر 1995، وافق وزير الدفاع في الاتحاد الروسي على رسم تخطيطي لعلم القائد العام للقوات المسلحة الروسية. يتبع العلم نمط معيار رئيس الاتحاد الروسي، ولكن بنسبة عرض إلى ارتفاع تبلغ 2:3. يتم رفع العلم على سفن البحرية الروسية عندما يكون القائد الأعلى على متنها. في 5 مايو 2009، أنشأ الرئيس الروسي دميتري ميدفيديف شعارًا رسميًا للقائد الأعلى للقوات المسلحة.

### الواجبات الاحتفالية
والدور الاحتفالي الهام الذي يقوم به الرئيس هو منح جوائز الدولة. جوائز الدولة للاتحاد الروسي هي أعلى شكل من أشكال الاعتراف الرسمي لأفراد لخدمة البلاد في مجالات الدفاع وبناء الدولة،الاقتصاد، العلوم، الثقافة، الفن، التعليم، الرعاية الصحية، السلامة العامة، الدفاع عن الحقوق والاعمال الخيرية. وتشمل الجوائز الحكومية للاتحاد الروسي لقب بطل الاتحاد الروسي، بطل العمل في الاتحاد الروسي، فضلاً عن الأوامر والميداليات والشعارات والألقاب الفخرية. ويمكن لرئيس الجمهورية أن يكرس الجوائز والجوائز الجديدة التي تقدم هذه التكريم إلى متلقين في حفل رسمي. تعمل لجنة شرف الدولة على أساس طوعي لمساعدة الرئيس على إجراء تقييم موضوعي للمتلقين المحتملين.

## المقر

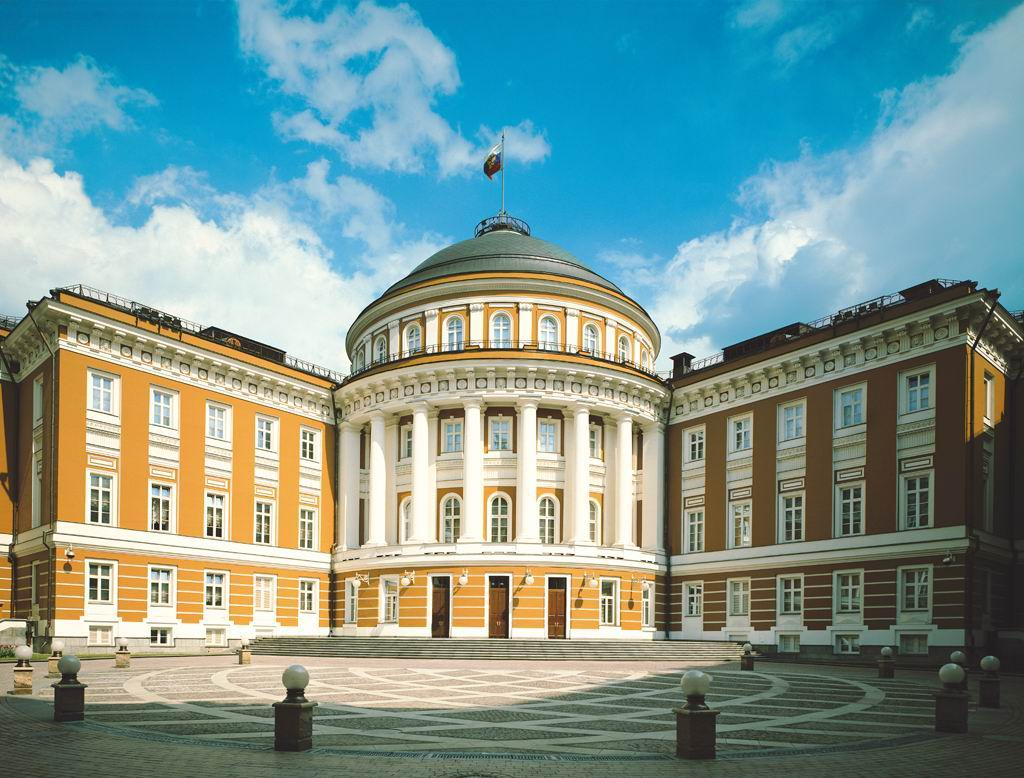
مجلس شيوخ الكرملين مقر إقامة رئيس روسيا

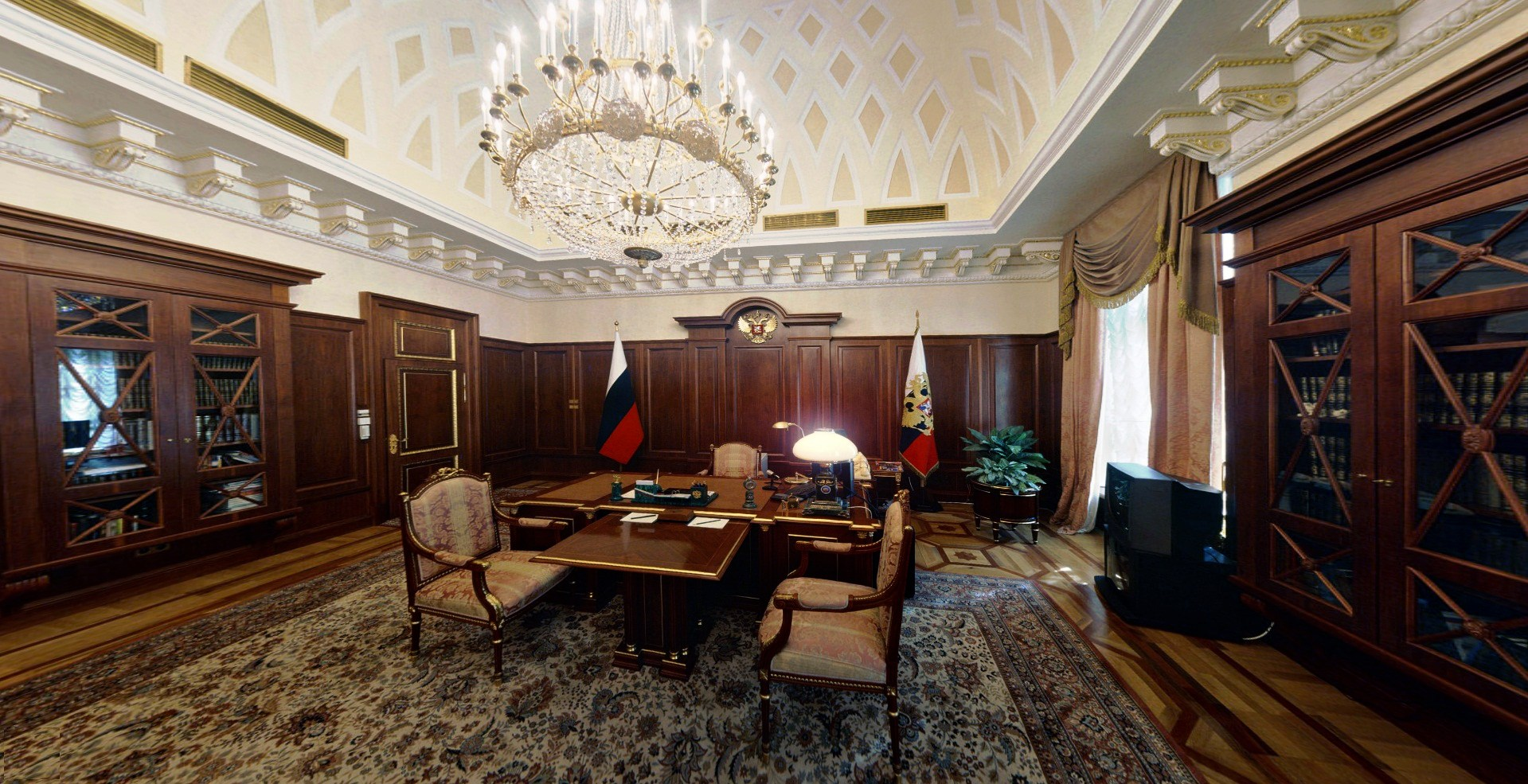
مكتب مجلس وزراء روسيا في مجمع الكرملين

المقر الرئيس الرئيسي للعمل هو مبنى مجلس الشيوخ (المعروف أيضا باسم المبنى الأول) في مجمع الكرملين بموسكو. كما يمكن للرئيس استخدام قصر الكرملين الكبير (في الاحتفالات الرسمية والاجتماعات). في وقت سابق كان يمكن للرئيس أيضًا استخدام (سوكالد) مبنى رقم 14 الملقب بكوربوس الإداري (مكان الإقامة الاحتياطي)، ولكن في عام 2016 تم هدمها.
منذ عام 2000 أصبح مقر إقامة الرئيس الحالي هو نوفو-أوغاريوفو (الروسية: Ново-Огарёво)ّ وكان من المقرر أن يبقى تحت تصرف فلاديمير بوتين بعد انتهاء ولايته هو وغوركي 9 (الروسية: Горки-9) (وتسمى أيضًا بارفيخا (الروسية: Барвиха)، وهو الواقع بالقرب منه) ولكنه بقى تحت تصرف بوريس يلتسين إلى بعد تقاعده.
كما أن للرئيس العديد من مساكن الإجازات خارج موسكو.
- روس (الروسية: Русь)، تفير أوبلاست
- قصر الكونغرس أو مجمع قصر قسطنطين (الروسية: Дворец конгрессов, Константиновский дворец)، سانت بطرسبرغ، أعيد بناؤها ب300
- بوشاروف روتشي (الروسية: Бочаров Ручей)، سوتشي
- شويسكايا تشوبا (الروسية: Шуйская Чупа) يبعد مسافة 25 كم من بيتروزوفودسك، كاريليا
- أوزين (الروسية: Ужин) على بعد 20 كم من أوبلاست نوفغورود
- فولزسكي أوتيوس ساتوريوم (الروسية: Волжский утёс)
- مركز السياحة تانتال (الروسية: Тантал) يبعد مسافة 25 كم من ساراتوف
- سوسني (الروسية: Сосны) بالقرب من كراسنويارسك
- ّأنغارسكي هوتورا (الروسية: Ангарские хутора) يبعد مسافة 47 كم من إيركوتسك
- مالي إستوك (الروسية: Малый исток) في يكاترينبورغ

## الانتماء السياسي

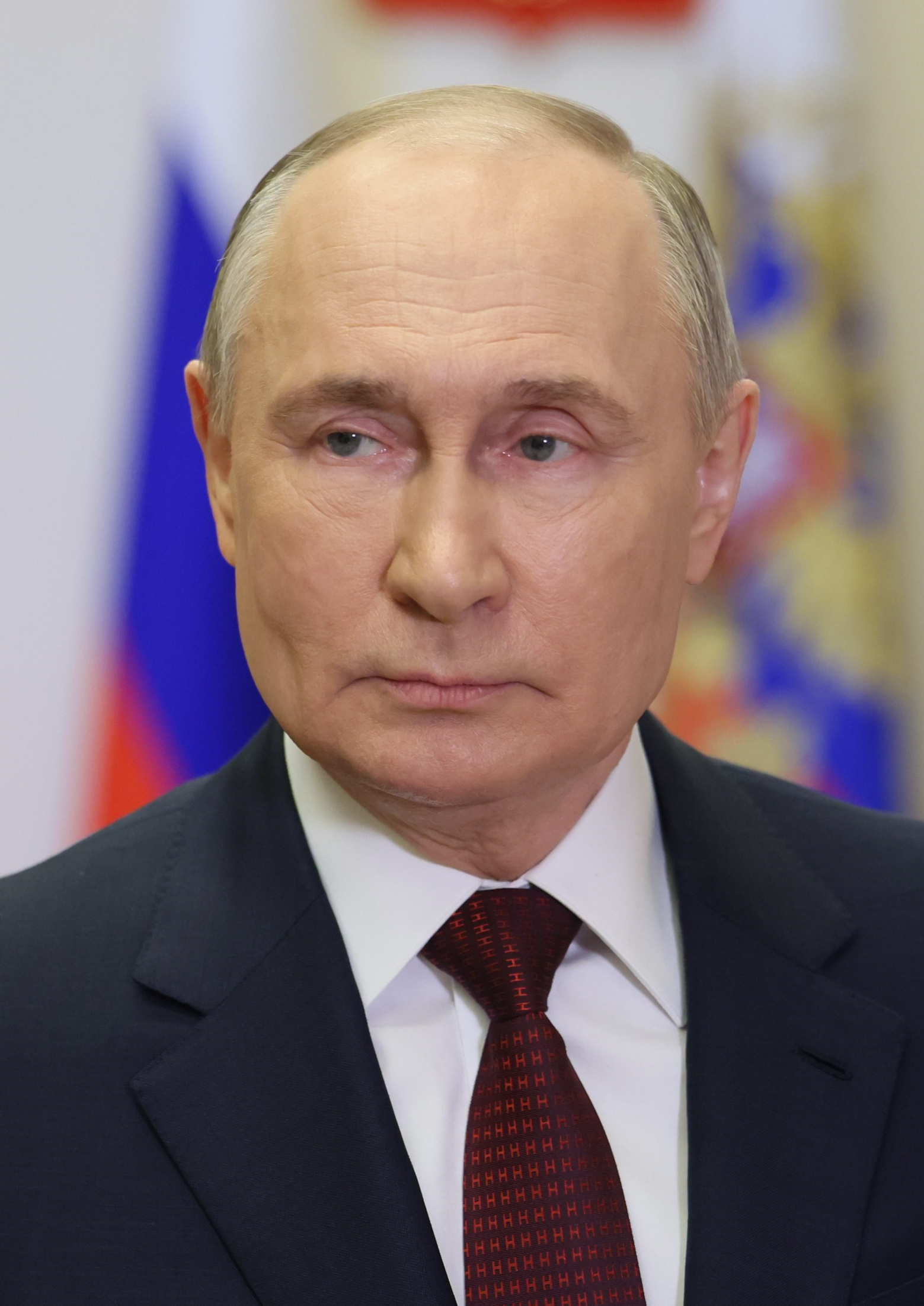
يلقي الرئيس الروسي فلاديمير بوتن كلمة فيديو لتهنئة نساء روسيا بمناسبة اليوم العالمي للمرأة في موسكو، روسيا.

لم يكن أي من الرؤساء الروس حتى الآن عضوًا في حزب سياسي أثناء وجوده في منصبه. في عام 2012 قال فلاديمير بوتين بالتعليق على التنحي عن منصب زعيم حزب روسيا المتحدة: «الدستور لا يمنع الرئيس أن يكون عضوًا في أي طرف، ولكن بروح كيفية تطور حياتنا السياسية، الرئيس هو أولا وقبل كل شيء شخصية موحدة لجميع القوى السياسية في البلاد، ولجميع المواطنين».

## وسائل النقل
تقدم خدمات النقل الوطنية للرئيس الروسي السيارة الرئاسية بالإضافة إلى (مرآب) كراج لأغراض خاصة. مجموعة الكراجات هي وحدة تابعة لدائرة الحماية الاتحادية.
- ليموزين

- - زيل
  - مرسيدس-بنز
- سيارة مرافقة

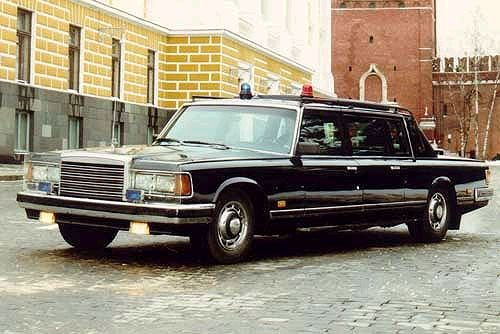
ليموزين من طراز زيل-41047 (السيارة التنفيذية الرئاسية).

  - مرسيدس-بنز (فئة جي كلاس (G-Class)
  - شيفروليه
- موكب مرافقة فخرية (دراجات نارية)
  - أي ام زي-الاورال
  - بي إم دبليو

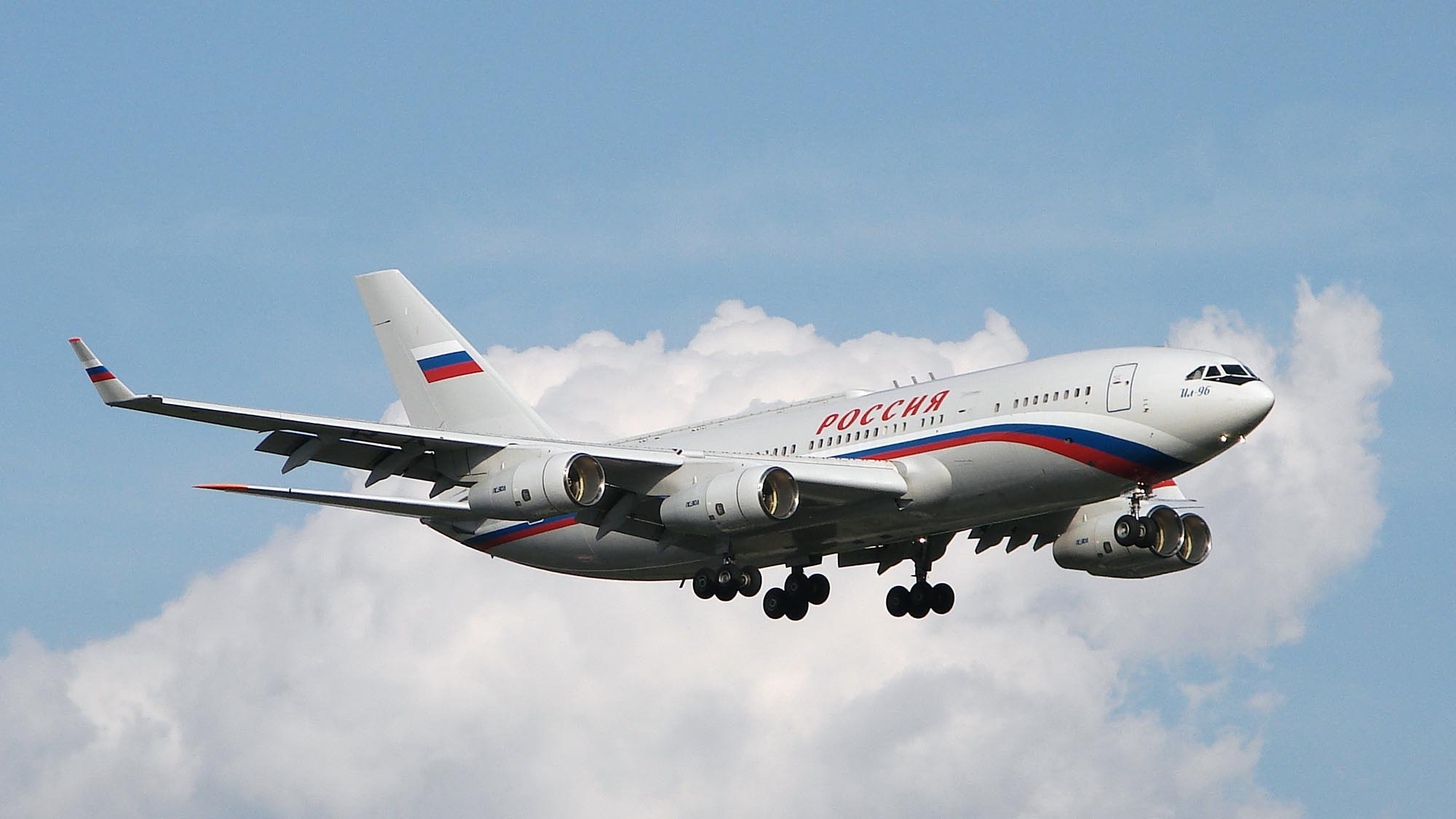
إليوشن إي أل-96 (الطائرة الرئاسية الروسية).

تقدم شركة النقل الجوي الروسية خدمات النقل الجوي للرئيس.
- طائرات النقل للأماكن البعيدة
  - إليوشن إي أل-96 (النقل البعيد) – الطائرة الرئيسية
  - إليوشن إل-62 (النقل البعيد)
  - داسو فالكون 900 (النقل البعيد)
  - توبوليف تو 154 (النقل المتوسط)
  - ياكوفليف ياك-40 (النقل القريب)
  - توبوليف تي يو-204
- الهليكوبتر
  - ميل مي-8

## قائمة الرؤساء
| الرئيس                                   | الصورة | فترة الحكم      | طول فترة الحكم    |
| ---------------------------------------- | ------ | --------------- | ----------------- |
| بوريس يلتسن                              |        | 1991–1999       | 8 سنوات و174 أيام |
| فلاديمير بوتين (الفترة الأولى والثانية)  |        | 1999–2008       | 8 سنوات و128 أيام |
| دميتري ميدفيديف                          |        | 2008–2012       | 4 سنوات و0 أيام   |
| فلاديمير بوتين (الفترة الثالثة والرابعة) |        | 2012–لغاية الآن | 13 سنوات و82 أيام |

## ما بعد الرئاسة

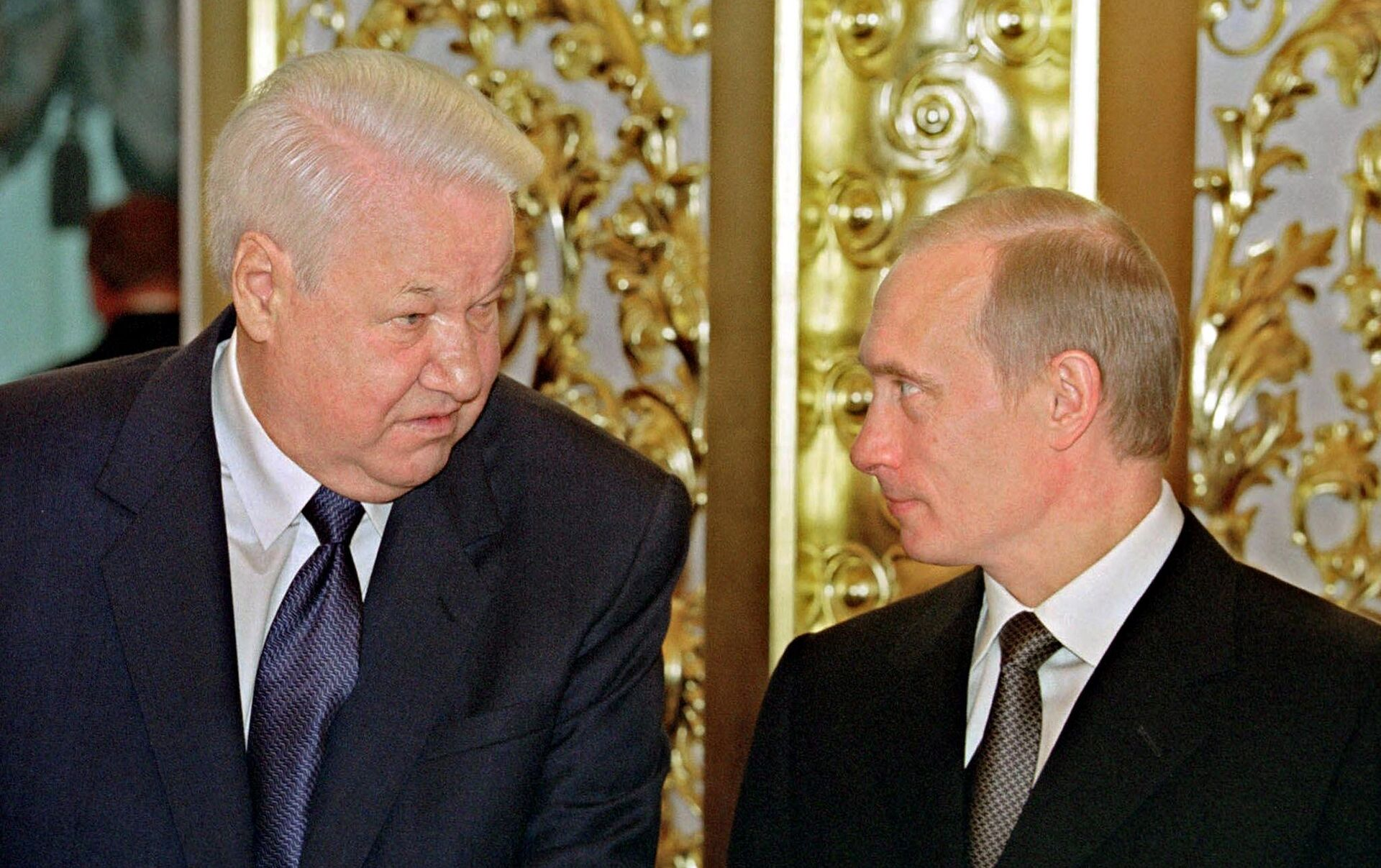
الرئيس فلاديمير بوتين مع الرئيس السابق بوريس يلتسين في 12 يونيو 2001.

بعد نهاية ولاية الرئيس الروسي المكونة من ست سنوات. يمكن للرئيس أن يترشح للانتخابات الرئاسية من جديد ويحق للرئيس أن يحكم لولايتان فقط أو يمكنه المشاركة بالحياة السياسية عن طريق تولي منصب آخر.
في 16 آب/أغسطس 1995 وقع الرئيس بوريس يلتسين مرسوما بشأن «بعض الضمانات الاجتماعية للأشخاص الذين يشغلون مناصب عامة في الاتحاد الروسي وموقف الموظفين الحكوميين الاتحاديين». 15 يونيو 1999 ذهب إلى الرئيس يلتسين مرسوم على التعديلات والإضافات إلى المرسوم السابق. وفي 11 تشرين الثاني/نوفمبر 1999 وقّع رئيس الوزراء فلاديمير بوتين مرسوما بشأن تنفيذ المرسوم المعدل المؤرخ في 15 حزيران/يونيو 1999.
وفي 31 كانون الأول/ديسمبر 1999، يوم استقالة بوريس يلتسين، أصدر الرئيس مرسوماً بشأن «ضمانات لرئيس الاتحاد الروسي، والتوقف عن ممارسة سلطاته، وعائلته»، واعتُمِد في القانون الاتحادي المسمى في 25 كانون الثاني/يناير 2001.
ويحدد هذا القانون الضمانات القانونية والاجتماعية وغيرها من الضمانات لرئيس الاتحاد الروسي، ويوقف تنفيذ صلاحياته بانتهاء فترة ولايته أو عند تقديم استقالته أو عجزه الدائم لأسباب صحية فيما يتعلق بممارسة القوى التابعة له ولعائلته:
- رئيس روسيا، في حالة التوقف عن تنفيذ مهامه، بغض النظر عن السن، يحق له الحصول على أجر شهري قدره 75٪ من الأجر الشهري لرئيس روسيا.
- في حالة وفاة الرئيس، يحق لأفراد عائلته الحصول على علاوة شهرية بمبلغ يعادل ستة أضعاف الحد الأدنى لمعاش الشيخوخة الذي حدده القانون الاتحادي في يوم وفاته.
- رئيس روسيا، في حالة التوقف عن تنفيذ مهامه، لديه حصانة. لا يمكن اعتباره مسؤولاً إجرامياً أو إدارياً عن الأفعال التي يرتكبها أثناء تنفيذ سلطاته كرئيس، وكذلك لا يجب اعتقاله واحتجازه واستجوابه وإخضاعه لأي عملية تفتيش شخصي.

ابتداءً من عام 1999 مُنح جميع الرؤساء السابقين القدامى معاشاً ومكتباً وموظفاً. وزاد المعاش عدة مرات. يحصل الرؤساء المتقاعدون على معاش تقاعدي يعتمد على راتب الحكومة. جميع الرؤساء السابقين وأزواجهم وأطفالهم حتى سن 16 سنة تحميهم دائرة الحماية الفيدرالية حتى وفاة الرئيس. الزوجة التي تتزوج ثانية أو تطلق من الرئيس لم تعد مؤهلة للحصول على حماية الخدمة الفيدرالية.

### الرؤساء السابقون الأحياء
اعتباراً من سبتمبر 2018 لا يوجد سوى رئيس واحد يعيش سابقاً (إذا تم استبعاد فلاديمير بوتين، الذي كان رئيسا من 2000 إلى 2008 وأصبح رئيسا مرة أخرى في عام 2012). وكان آخر موت لرئيس سابق هو وفاة بوريس يلتسين (1991-1999) في 23 أبريل 2007، وكان يبلغ من العمر 76 عامًا.

### المراكز الرئاسية

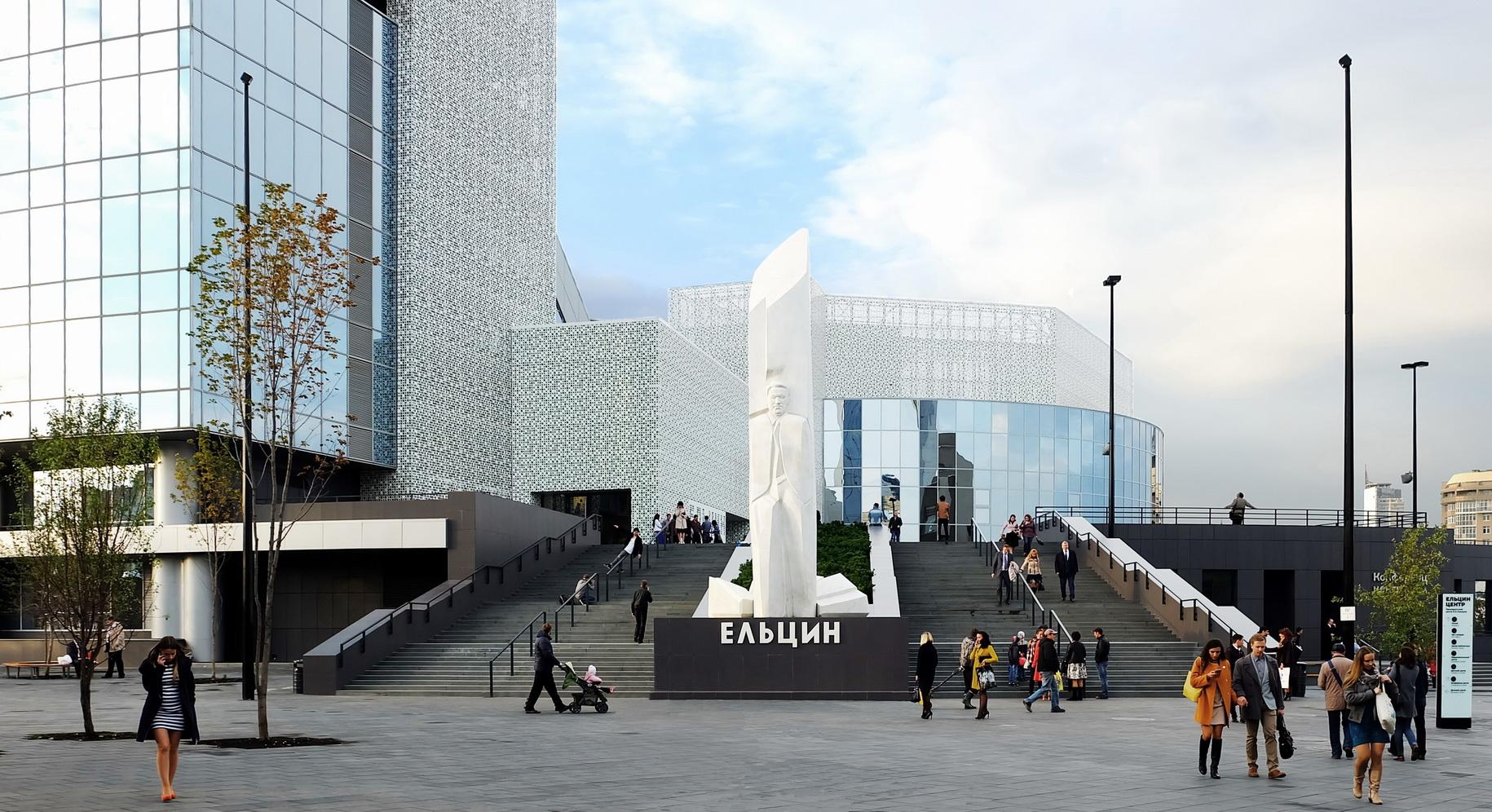
مركز بوريس يلتسن الرئاسي.

في مايو 2008 تم إقرار القانون الاتحادي №68، ويفيد بأن «مراكز التراث التاريخي لرؤساء الاتحاد الروسي تتوقف عن تنفيذ صلاحياته»، ووفقاً لهذا القانون، فإن أهداف المراكز هي دراسة التراث التاريخي لرؤساء روسيا وعرضه بشكل عام كجزء لا يتجزأ من تاريخ روسيا الحديث، وتطوير المؤسسات الديمقراطية وسيادة القانون. سيتم بناء المراكز لكل رئيس سابق لروسيا. تم افتتاح أول مركز من هذا النوع مخصص لبوريس يلتسين في عام 2015 في يكاترينبورغ. في المستقبل، سيتم التخطيط لإنشاء مراكز رئاسية لفلاديمير بوتين وديمتري ميدفيديف.

## وصلات خارجية
- الموقع الرسمي لرئيس روسيا
- سيصبح فلاديمير بوتين رئيسًا لروسيا مرة أخرى، 3 آذار 2012